# Rob Terry
Robert Terry (Swansea, 30 aprile 1980) è un wrestler britannico.

## Personaggio

### Mosse finali
- Chokeslam
- Freakbuster (Thrust spinebuster)
- Full nelson slam
- Running powerslam

### Manager
- Dolph Ziggler
- Ric Flair

### Soprannomi
- "Big"
- "The Freak"

### Musiche d'ingresso
- Blow Me Away di Breaking Benjamin
- The British Invasion di Dale Oliver (TNA)
- Immortal Theme di Dale Oliver
- Big Rob di Dale Oliver
- Get Your Fist Pumpin' in the Air di Dale Oliver (usata in coppia con Robbie E)

## Titoli e riconoscimenti
Ohio Valley Wrestling
- OVW Heavyweight Championship (2) attuale
- OVW Television Championship (1)
- OVW Southern Tag Team Championship (1 - con Jessie Godderz e Rudy Switchblade)

Pro Wrestling Illustrated
- 67º nella classifica dei 500 migliori wrestler singoli su PWI 500 (2010)

Total Nonstop Action Wrestling
- TNA Global Championship (1)